# Радіус Стокса
Радіус Стокса (англ. Stokes radius) — радіус сфери rs, якій властива гідродинамічна поведінка сольватованого йона.
Визначається за рівнянням Стокса — Ейнштейна:
rs = 0.819/(Λ0η),
де η — в'язкість розчинника; Λ0 — йонна електропровідність йонів.